# Oxythrips pallidiventris
Oxythrips pallidiventris är en insektsart som beskrevs av Ian A. Hood 1938. Oxythrips pallidiventris ingår i släktet Oxythrips och familjen smaltripsar. Inga underarter finns listade i Catalogue of Life.